# Clube de Choro de Brasília
O Clube de Choro de Brasília é uma associação voltada a promoção e difusão deste gênero musical. Sediada no Eixo Monumental, fica ao lado do Planetário de Brasília e do Centro de Convenções Ulysses Guimarães, prédio cujo vestiário foi transformado na primeira sede do clube. Após anos de abandono na década de 1980, a sede foi revitalizada e o clube retomou a relevância, tendo uma nova sede projetada por Oscar Niemeyer finalizada em 2011.
Em 2008, o Clube de Choro de Brasília foi tombado patrimônio imaterial de Brasília. Realizou mais de 2500 shows, e sua nova sede, chamada de Espaço Cultural do Choro, também abriga a Escola de Choro Raphael Rabello, primeira do gênero no Brasil.

## História

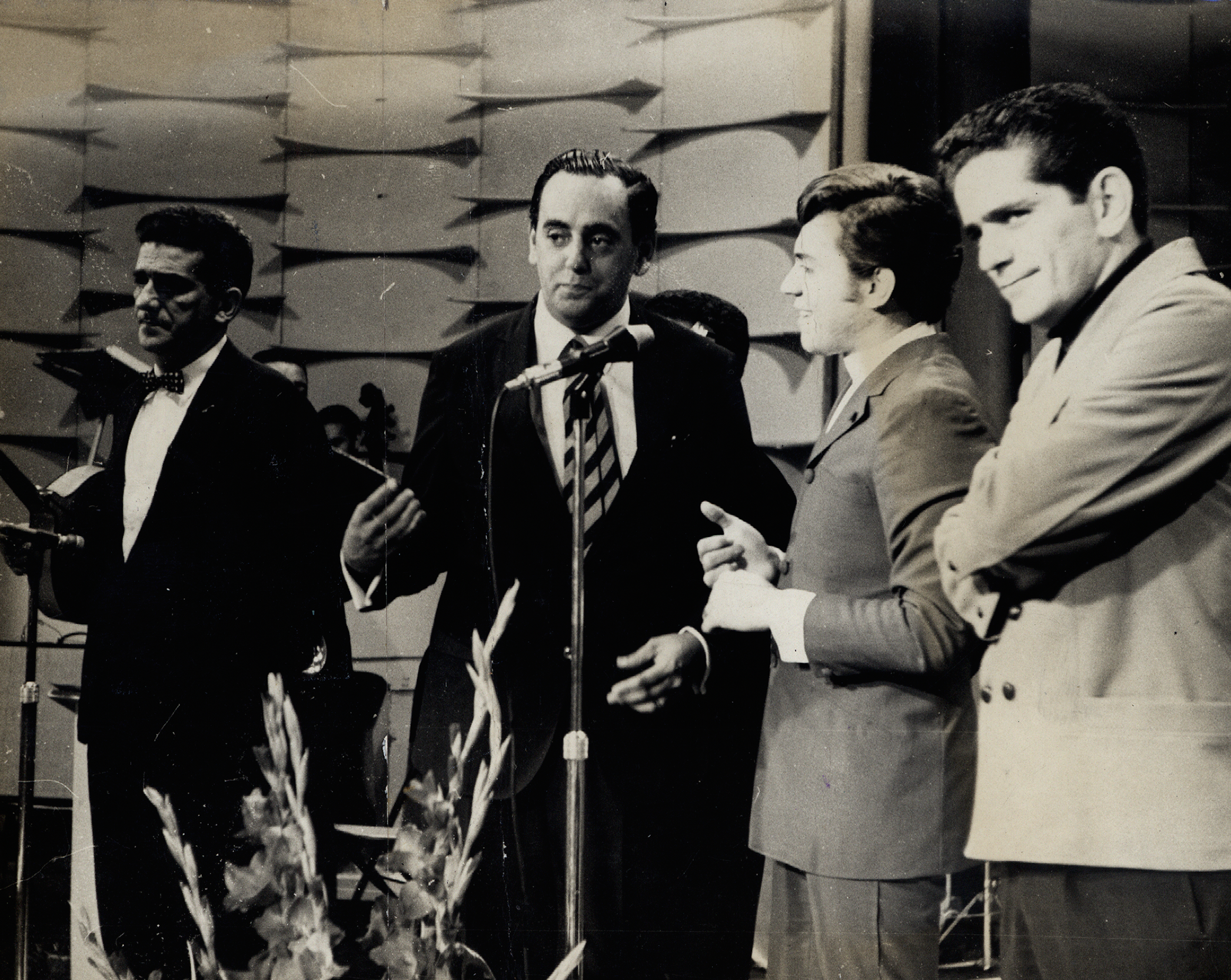
A visita de um dos mais famosos chorões do Brasil, Jacob do Bandolim (na ponta esquerda), influenciou a criação do clube.

### A influência de Jacob do Bandolim
Após um episódio em 1967 onde estivera doente por quatro meses e foi recuperado pela intervenção de dois chorões - um deles médico, que teria feito uma terapia neural aprendida na Alemanha - o famoso chorão Jacob do Bandolim decidiu deixar o Rio de Janeiro e ir a nova capital brasileira para seguir seu tratamento lá. Nos seis meses que ficou em Brasília, Jacob realizava saraus com instrumentistas locais, muitos dos quais eram funcionários públicos que também eram novos moradores da cidade. Foi a formação do grupo que mais tarde daria origem ao Clube de Choro, que ganhou fama a ponto de se apresentar ao presidente Costa e Silva.

Jacob do Bandolim morreu em 1969, pouco depois de ter voltado ao Rio de Janeiro.

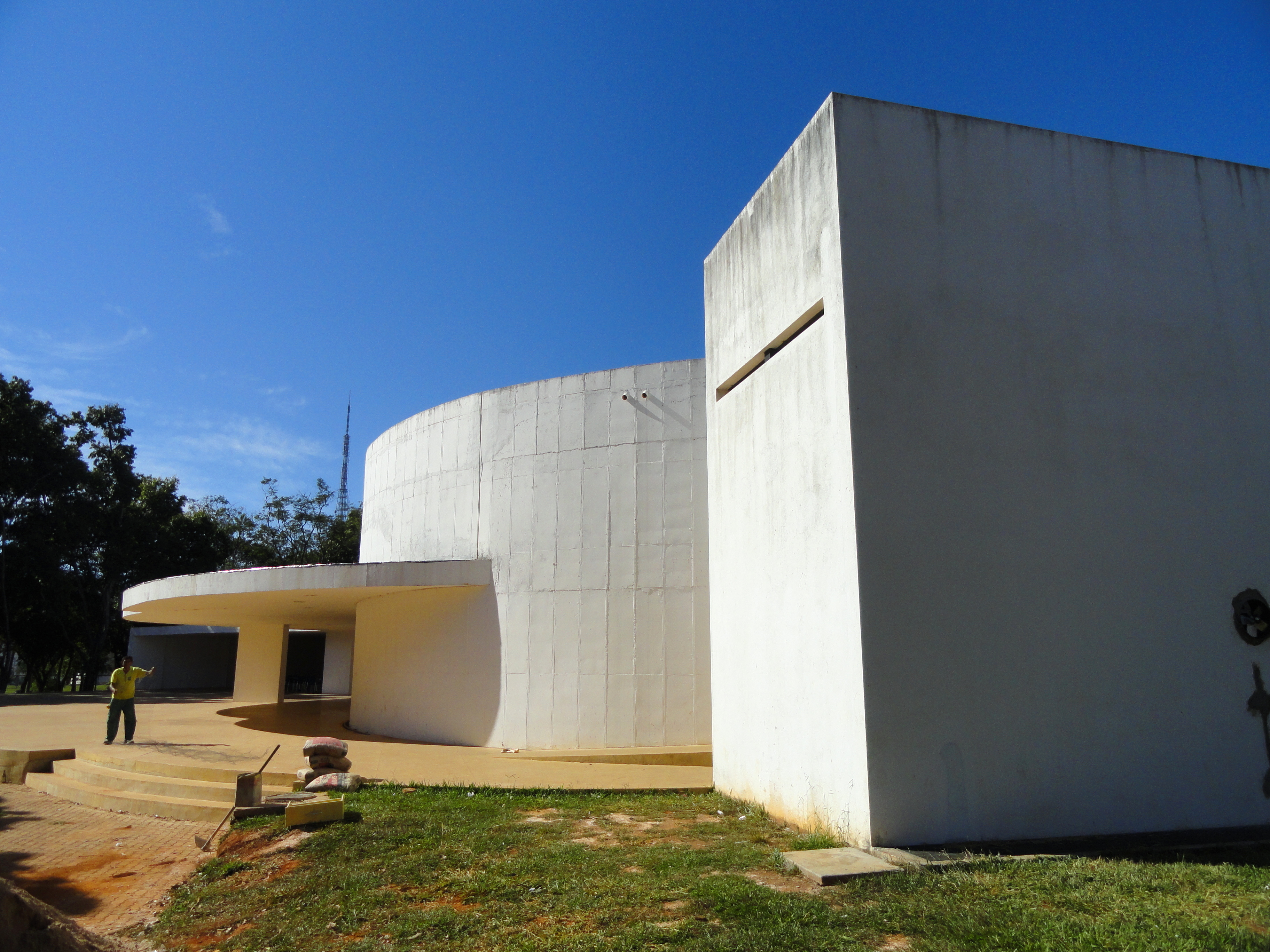
O Espaço Cultural do Choro foi projetado por Oscar Niemeyer.

### Fundação do clube
O Clube do Choro de Brasília foi oficialmente fundado em 9 de setembro de 1977. A fundação aconteceu em uma reunião na casa de Odette Ernest Dias, com o citarista Avena de Castro se tornando o primeiro presidente. Ele era amigo de Jacob do Bandolim, e também estavam presentes os dois músicos que ajudaram na recuperação de Jacob em 1967, o bandolinista Arnoldo Veloso, o médico, e o cavaquinista Assis Carvalho. O grupo ainda tinha Pernambuco do Pandeiro, o flautista Bide, primo de Pixinguinha; o trombonista Tio João e pelo menos outras 23 pessoas, entre instrumentistas, jornalistas e ou entusiastas.
O governador do Distrito Federal Elmo Serejo cedeu o vestiário do recém-inaugurado Centro de Convenções Ulysses Guimarães para as reuniões do grupo. A movimentação em torno do Clube de Choro também fez com que Waldyr Azevedo, que tinha interrompido sua carreira, a retomasse.

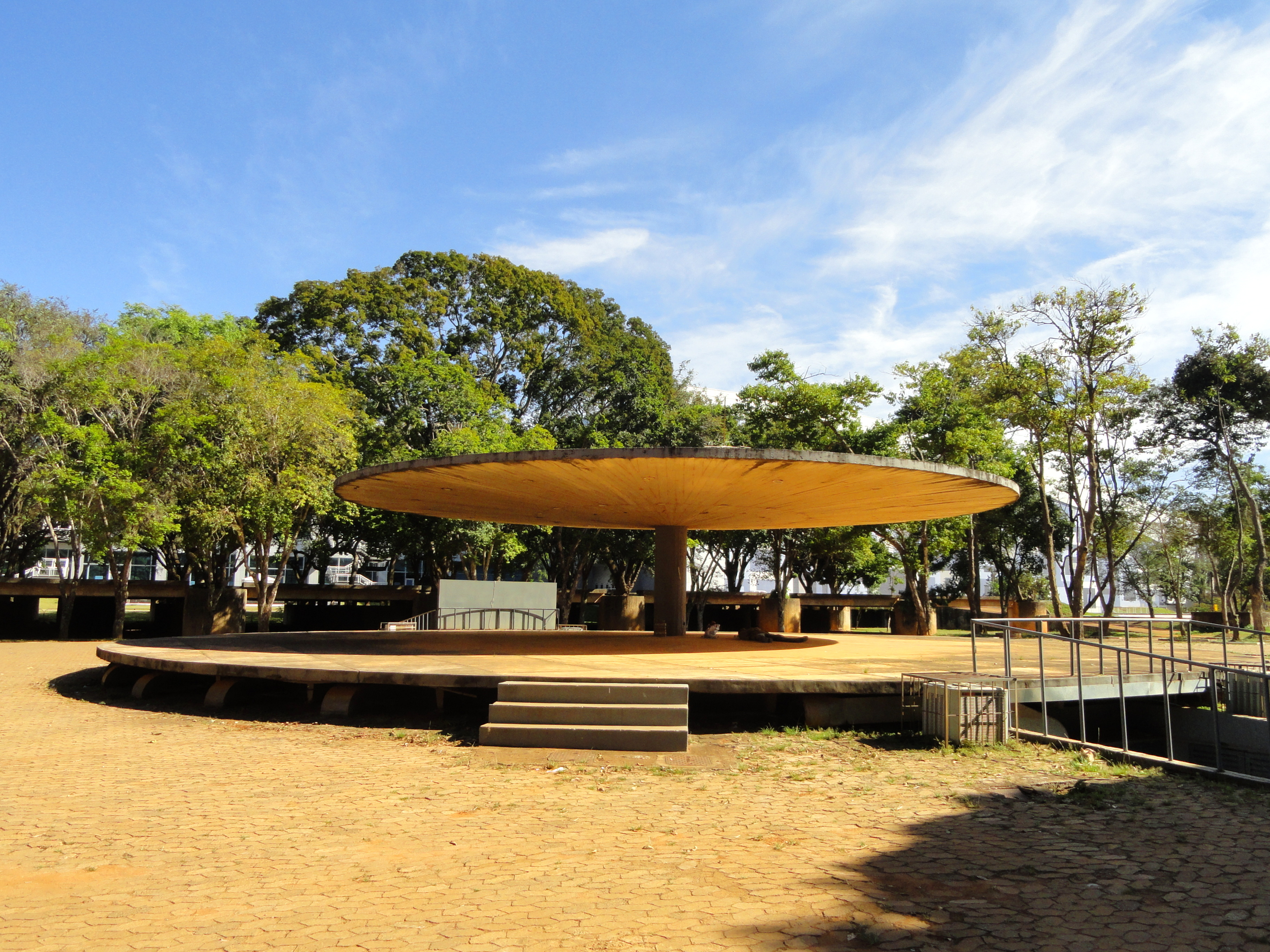
Área ao ar livre.

### Decadência
Após um início de intensa atividades e repercussão, o Clube de Choro entrou em decadência nos anos 1980. A estrutura do Clube no antigo vestiário do Centro de Eventos era precária e os músicos e entusiastas sofriam com furtos de equipamentos e falta de estrutura física, o que afastou o público e os próprios chorões. O local se tornou abrigo de moradores de rua após mais de uma década de abandono e o clube esteve ameaçado de despejo, ficando sob risco de perder seu espaço, que, por mais que estivesse em más condições e fosse um lugar improvisado, era o local histórico do clube.

### Retorno e nova sede
Em 1993, uma nova diretoria assume, liderada por Henrique Lima Santos Filho, o Reco do Bandolim. A sede foi regularizada e o risco de despejo foi afastado. O próximo passo era a recuperação do espaço - para tanto, um projeto feito pelo arquiteto Fernando Andrade foi executado pelo governo. Grandes artistas contribuíram, como o violonista Raphael Rabello e o bandolinista Armando Macedo, que fizeram shows beneficentes em prol do custeio da revitalização do Clube de Choro.
Em 1997, a reforma é concluída, e o novo espaço começa a receber mais público. Projetos culturais começam a usar o local e o clube começou a retomar a credibilidade, os espetáculos e manter atrações na sede renovada, como exposições permanentes. Uma parceria com a Escola de Choro Raphael Rabello foi firmada, e a escola passa a funcionar no mesmo local quando um novo prédio, projetado por Oscar Niemeyer no lugar da sede original, foi inaugurado. A obra levou cerca de quatro anos e foi inaugurada no dia 10 de novembro de 2011, com o clube finalmente deixando sua sede provisória em prol da permanente. O local, sede do clube e da escola, passou a ser chamado de Espaço Cultural do Choro.
Em 2008, o Clube de Choro foi tombado como Patrimônio Imaterial de Brasília através do Decreto nº 28.995.

### Show Surpresa de Paul McCartney

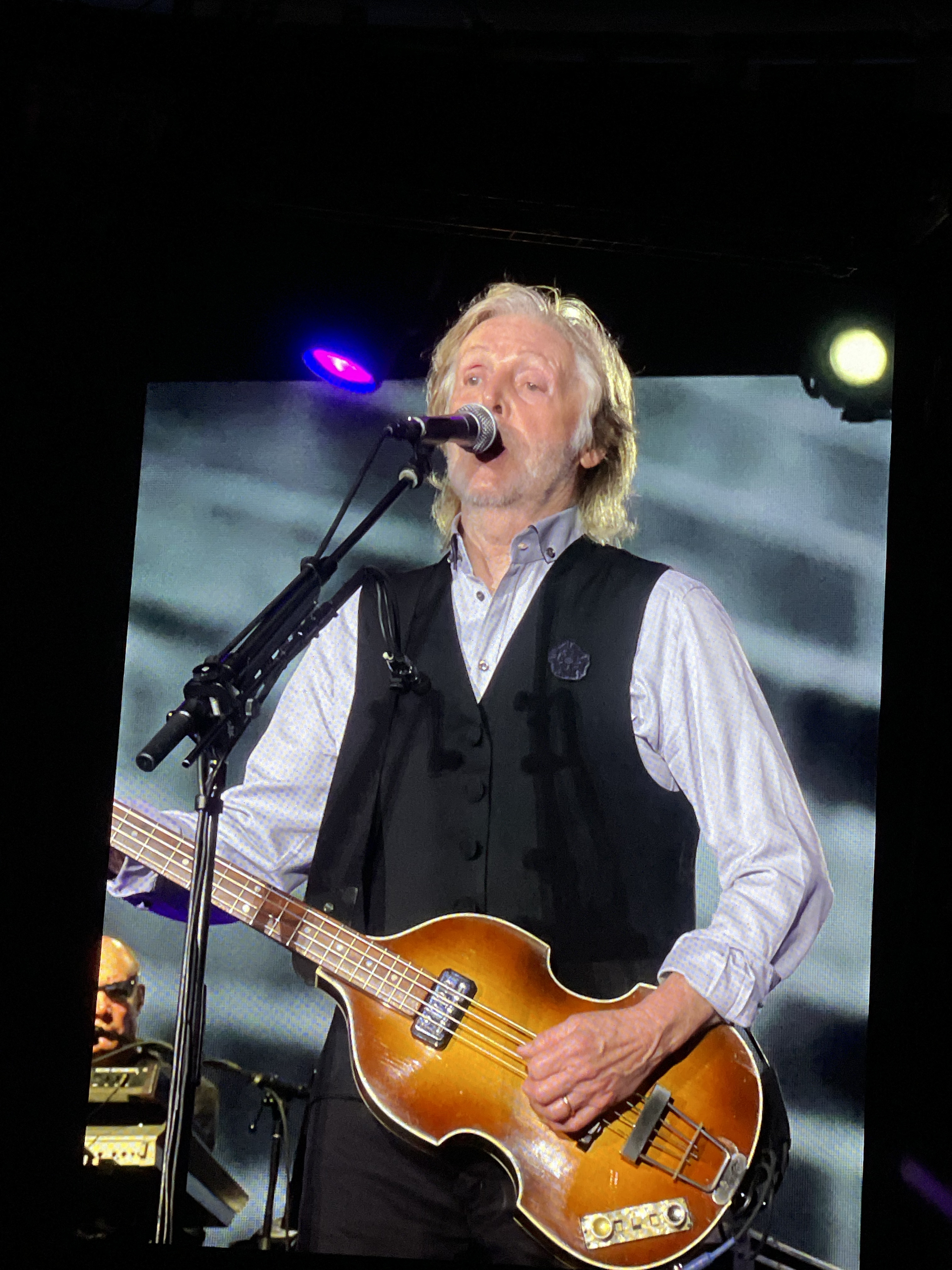
O Beatle Paul McCartney se apresentando em Brasília em 2023.

Em 2023, o Clube de Choro recebeu a ilustre presença do músico britânico Paul McCartney em um surpreendente show. O evento, marcado pela sua natureza surpresa, foi anunciado apenas às 9 horas da manhã no próprio dia da apresentação, adicionando um elemento extra de excitação e imprevisibilidade.  O evento, que atraiu pouco mais de 500 espectadores, teve um significado especial, uma vez que a escolha do Clube do Choro para o espetáculo histórico em Brasília foi influenciada pela estreita relação entre a casa e a renomada Escola de Choro Raphael Rabello.
Paul McCartney, conhecido por seu apreço por instituições culturais, reconhece a importância de apoiar e estimular entidades de menor porte. Nesse contexto, 30 ingressos foram reservados para alunos da Escola de Choro, juntamente com mais 10 para os profissionais do local, reforçando o compromisso do músico em contribuir para o desenvolvimento cultural. O restante dos ingressos foi disponibilizado para o público em geral.
Entre os presentes, destacaram-se figuras conhecidas da cena musical brasileira, como o vocalista e guitarrista Samuel Rosa (Skank) e o baterista João Barone (Paralamas do Sucesso), evidenciando a diversidade e a relevância do evento no cenário artístico.

## Estrutura

Niemeyer fez o projeto do Clube.

O Clube de Choro fica em prédio de dois mil metros quadrados de área construída projetado por Oscar Niemeyer e inaugurado em 2011, próximo ao Centro de Convenções Ulysses Guimarães. No local também funciona o Café-Concerto, com 420 lugares, e a Escola de Choro Raphael Rabello, a primeira escola do Brasil dedicada ao choro, fundada em 1998 e também tombada como Patrimônio Imaterial de Brasília.
A sede é formada por um volume com uma planta semicircular, e é dividido em três setores: o das salas de aulas da Escola de Choro, o da sala de concertos e do Café-Concerto e pátio de convivência. A Escola de Choro, com suas salas de aulas, oficinas e salas de estudos individuais na borda do bloco, com uma circulação central dividindo as salas de aula para um lado e do outro os espaços individuais para estudo. No centro fica a área destinada aos shows.
Em todos os anos de atividade, foram mais de 2.500 shows, com um público de cerca de 750 mil pessoas.